# Басомано (Авелино)
Басомано је насеље у Италији у округу Авелино, региону Кампанија.
Према процени из 2011. у насељу је живело 58 становника. Насеље се налази на надморској висини од 778 м.